# Paranectriella imperconspicua
Paranectriella imperconspicua är en svampart som först beskrevs av Franz Xaver von Höhnel, och fick sitt nu gällande namn av Kris A. Pirozynski 1977. Paranectriella imperconspicua ingår i släktet Paranectriella och familjen Tubeufiaceae.   Inga underarter finns listade i Catalogue of Life.